# Kawanishi (Nara)
Kawanishi (川西町 Kawanishi-chō?) es un pueblo localizado en la prefectura de Nara, Japón. En julio de 2019 tenía una población estimada de 8.443 habitantes y una densidad de población de 1.424 personas por km². Su área total es de 5,93 km².

## Geografía

### Localidades circundantes
- Prefectura de Nara
  - Yamatokōriyama
  - Tenri
  - Ando
  - Miyake
  - Kawai

## Demografía
Según datos del censo japonés, la población de Kawanishi ha disminuido en los últimos años.
| Año del censo | Población |
| ------------- | --------- |
| 1995          | 9.847     |
| 2000          | 9.422     |
| 2005          | 9.174     |
| 2010          | 8.653     |
| 2015          | 8.485     |